# دبليو. إتش سيوارد تومسون
دبليو. إتش سيوارد تومسون (بالإنجليزية: W. H. Seward Thomson)‏ هو قاضي ومحامي أمريكي، ولد في 16 ديسمبر 1856 في مقاطعة بيفر في الولايات المتحدة، وتوفي في 29 نوفمبر 1932.